# Israel Cruz (cantante)
Israel Cruz (1983, Ciudad Quezón), es un cantante y compositor filipino que actualmente reside en Australia. 

## Trayectoria
A la edad de trece años se trasladó a Melbourne y allí empezó su carrera artística, mientras que le inspiró de a grabar sus primeros discos como Ice Cube "The Predator". En 2005 firmó con SonyBMG y ha tenido dos sencillos que han tenido mucho éxito sobre el australiano ARIAnet de los individuales gráfico. Su debut "Despierta Con Usted" fue estrenada en octubre de 2004 que alcanzó en el top 50, mientras que su segundo lanzamiento "Old Skool Luv" alcanzó el top 20 en febrero de 2005. También aparecen en un remix de Kyle 's single "Mujer Bonita" y "el trabajo de Da Medio", con Thara. Israel lanzó su álbum debut "Capítulo 1" en septiembre de 2005 que incluye sus tres singles en libertad "Despertar Contigo" (alcanzó el # 44 AUS), "Old Skool Luv" con Valerie y KG (alcanzó el # 18 AUS), " Da trabajo Medio Parte 2 "(con Thara) y" My Girl " lo cual no ha logrado entrar en el top 50 pero ARIA" Mi Chica "logró alcanzar el puesto # 1 de The Edge 96.ONE cuenta. En 2006, YG Entretenimiento de Corea, ha comprado que los derechos para hacer un remake coreano de la canción, este tema musical fue utilizado como la única para el grupo de hip hop Big Bang. 

## Discografía

### Álbumes
- 2005 - Chapter One
- 2009 - The Legacy

### Sencillos
- 2004 - "Wake Up With You" (Despertar Contigo)
- 2005 - "Old Skool Luv" con Valerii y kg. 18
- 2005 - "Work Da Middle Pt. 2" con Thara
- 2005 - "My Girl"
- 2005 - "Ahora tan sexy" Jade MacRae con Israel
- 2007 - "All Night Long" Joel Turner con Israel, Stan Bravo and C4 Israel
- 2007 - "Do It Again" (Hazlo otra vez) The Legacy
- 2007 - "Gemini" (con Fabolous)
- 2009 - "Freak Tonight"
- 2011 - "Party Up" (Cert. de Oro en Australia)[1]
- 2012 - "Save My Life" (con Elen Levon)
- 2012 - "Body" (con The Twins)

Colaboraciones
- 2011 - "Naughty" (Elen Levon con Israel Cruz)
- 2012 - "Hey Girl" (Dean Cassidy con Israel Cruz)

### Como productor discográfico
- Elen Levon
  - "Naughty" (producción, colaboración vocal)
- Jessica Mauboy
  - "Been Waiting" (coescritor, productor)
  - "What Happened to Us" (coescritor, productor)
- Ricki-Lee Coulter
  - "Wiggle It" (coescritor, productor)
- Stan Walker
  - "All I Need" (coescritor, productor)
  - "One Thing" (coescritor, productor)
- Scarlett Belle
  - "Lover Boy" (como productor)[2]
- Tinchy Stryder
  - "Famous" (como productor)